# راي روس
راي روس هو لاعب كرة القدم الكندية كندي، ولد في 1931 في وينيبيغ في كندا.

## وصلات خارجية
- راي روس على موقع JustSportsStats.com (الإنجليزية)